# Лобач Юрій Володимирович
Юрій Володимирович Лобач (27 червня 1976, Луцьк) — голова Володимирської районної державної адміністрації з березня 2021 року.

## Біографія
Юрій Лобач народився в 1976 році в Луцьку. З 1994 до 1999 року навчався на біологічному факультеті Волинського державного університету, після закінчення якого з 1999 до 2002 року працював менеджером ТзОВ «СВ Експрес». З 2002 до 2010 року працював приватним підприємцем з надання міжнародних перевезень вантажів автомобільним транспортом. Одночасно Юрій Лобач з 2002 до 2004 року здобув другу вищу освіту за спеціальністю «фінанси» в інституті післядипломної освіти Тернопільської академії народного господарства.
1 травня 2010 року Юрія Лобача призначено головою Іваничівської районної державної адміністрації. У цьому ж році у жовтні Лобача обирають депутатом Волинської обласної ради за списком Партії регіонів, а в грудні 2010 року його обирають пешим заступником голови обласної ради. Проте під час Революції гідності Лобач залишив ряди Партії регіонів, щоправда невдовзі Юрій Лобач все ж покинув пост першого заступника голови обласної ради. Після звільнення з обласної ради Лобач працював директором КП «Волинський обласний екскурсійно-методичний центр». У липні 2020 року Юрія Лобача призначили радником голови Волинської обласної державної адміністрації Юрія Погуляйка. У жовтні 2020 року колишнього керівника Іваничівської районної адміністрації обирають депутатом Луцької районної ради від партії Слуга народу.
9 квітня 2021 року президент України Володимир Зеленський підписав розпорядження про призначення Юрія Лобача головою Володимир-Волинської районної державної адміністрації. Вже 12 квітня 2021 року голова обласної адміністрації Юрій Погуляйко представив Лобача на новій посаді. Серед перших кадрових рішень нового голови районної адміністрації було призначення колишнього Нововолинського міського голови Віктора Сапожнікова та його колишнього заступника Андрія Сторонського відповідно першим заступником та заступником голови районної адміністрації. Щоправда, 29 липня 2022 року обох заступників голови РДА згідно розпорядження Офісу Президента України звільнили з посад, і за інформацією засобів масової інформації, причиною їх звільнення стали зловживання з гуманітарною допомогою. Пізніше на їх місце були призначені колишні посадовці Володимир-Волинської міської ради часів попереднього її керівника Петра Саганюка — спочатку 1 грудня 2022 року на посаду першого заступника голови районної адміністрації призначили Віктора Фіщука, який до цього був заступником голови районної адміністрації, а раніше працював начальником управління житлово-комунального господарства і будівництва виконавчого комітету Володимир-Волинської міської ради, та на цій посаді притягався до відповідальності за підробку документів на ремонт 4 вулиць міста, а 3 березня 2023 року заступницею голови районної адміністрації призначено Ірину Ліщук, яка раніше працювала керуючою справами міськвиконкому у Володимир-Волинській міській раді та начальницею міського відділу з питань охорони здоров'я.